# Selenophorus discoderoides
Selenophorus discoderoides är en skalbaggsart som beskrevs av Schaeffer. Selenophorus discoderoides ingår i släktet Selenophorus och familjen jordlöpare. Inga underarter finns listade i Catalogue of Life.